# Allophylus zimmermannianus
Allophylus zimmermannianus là một loài thực vật]] thuộc họ Sapindaceae. Loài này có ở Kenya và Tanzania.